# Augusto Zucchi
Augusto Zucchi (sinh ngày 9 tháng 3 năm 1946) là một diễn viên và đạo diễn sân khấu người Ý. Ông đã thủ vai trong hơn 70 bộ phim kể từ năm 1970.

## Sự nghiệp điện ảnh

### Đạo diễn

#### Điện ảnh
- La voce - Il talento può uccidere (2013)

#### Truyền hình
- Il fascino dell'insolito - phim truyền hình, tập La specialità della casa (1982)
- Camera - phim truyền hình
- La specialità della casa - phim truyền hình
- La trilogia di Lindoro e Zeinda
- L'albergo dei poveri - phim truyền hình
- La terra dello spirito - phim truyền hình
- Oscar Hammerstein - phim truyền hình
- Giovanni Soldini: navigatore solitario - phim tài liệu
- Bản mẫu:Chiarire

### Diễn viên

#### Điện ảnh
- Il trapianto, đạo diễn bởi Steno (1970)
- L'uccello migratore, đạo diễn bởi Steno (1972)
- Il caso Moro, đạo diễn bởi Giuseppe Ferrara (1986)
- La monaca di Monza, đạo diễn bởi Luciano Odorisio (1987)
- Via Paradiso, đạo diễn bởi Luciano Odorisio (1988)
- Il fratello minore, đạo diễn bởi Stefano Gigli - phim ngắn (1996)
- Tre uomini e una gamba, đạo diễn bởi Aldo, Giovanni e Giacomo e Massimo Venier (1997)
- Non lo sappiamo ancora, đạo diễn bởi Stefano Bambini, Alan De Luca và Lino D'Angiò (1998)
- Così è la vita, đạo diễn bởi Aldo, Giovanni & Giacomo e Massimo Venier (1998)
- Guardami, đạo diễn bởi Davide Ferrario (1999)
- Un uomo perbene, đạo diễn bởi Maurizio Zaccaro (1999)
- Vuoti a perdere, đạo diễn bởi Massimo Costa (1999)
- Chiedimi se sono felice, đạo diễn bởi Aldo, Giovanni e Giacomo e Massimo Venier (2000)
- Tutta la conoscenza del mondo, đạo diễn bởi Eros Puglielli (2000)
- I banchieri di Dio - Il caso Calvi, đạo diễn bởi Giuseppe Ferrara (2001)
- Senza filtro, đạo diễn bởi Mimmo Raimondi (2001)
- Il naso storto, đạo diễn bởi Antonio Ciano - cortometraggio (2002)
- Il compagno americano, đạo diễn bởi Barbara Barni (2002)
- Le seduttrici (A Good Woman), đạo diễn bởi Mike Barker (2004)
- La rivincita di Natale, đạo diễn bởi Pupi Avati (2004)
- Passo a due, đạo diễn bởi Andrea Barzini (2005)
- Baciami piccina, đạo diễn bởi Roberto Cimpanelli (2006)
- Mi fido di te, đạo diễn bởi Massimo Venier (2007)
- L'ora di punta, đạo diễn bởi Vincenzo Marra (2007)
- Non ti voltare (Ne te retourne pas), đạo diễn bởi Marina de Van (2009)
- Dracula 3D, đạo diễn bởi Dario Argento (2012)
- Sole a catinelle, đạo diễn bởi Gennaro Nunziante (2013)
- La voce - Il talento può uccidere, đạo diễn bởi Augusto Zucchi (2013)
- Pasolini, la verità nascosta, đạo diễn bởi Federico Bruno (2013)
- Sotto una buona stella, đạo diễn bởi Carlo Verdone (2014)
- Fratelli unici, đạo diễn bởi Alessio Maria Federici (2014)
- L'apparizione, đạo diễn bởi Xavier Giyearli (2017)
- Io è morto, đạo diễn bởi Alberto De Venezia (2017)
- Si muore tutti democristiani, đạo diễn bởi Il Terzo Segreto di Satira (2018)
- Malati di sesso, đạo diễn bởi Claudio Cicconetti (2018)
- Pappo e Bucco, đạo diễn bởi Antonio Losito - cortometraggio (2021)
- Yara, đạo diễn bởi Marco Tullio Giordana (2021)
- I fratelli De Filippo, đạo diễn bởi Sergio Rubini (2021)
- Dante, đạo diễn bởi Pupi Avati (2022)

#### Truyền hình
- Il cespuglio delle bacche velenose, đạo diễn bởi Gianni Lepre - phim truyền hình (1987)
- Assicurazione sulla morte, đạo diễn bởi Carlo Lizzani (1987)
- Festa di Capodyear, đạo diễn bởi Piero Schivazappa - miniseries truyền hình (1988)
- Una donna tutta sbagliata, đạo diễn bởi Mauro Severino - miniseries truyền hình (1988)
- Il gorilla (Le Gorille), đạo diễn bởi Maurizio Lucidi - phim truyền hình (1988)
- Un inviato molto speciale, đạo diễn bởi Vittorio De Sisti - phim truyền hình (1992)
- A rischio d'amore, đạo diễn bởi Vittorio Nevano - miniseries truyền hình (1994)
- Una bambina di troppo, đạo diễn bởi Damiano Damiani - phim truyền hình (1995)
- Les Nouveaux Exploits d'Arsène Lupin, đạo diễn bởi Vittorio De Sisti - phim truyền hình (1995)
- Mamma, mi si è depresso papà, đạo diễn bởi Paolo Poeti - phim truyền hình (1996)
- Professione fantasma - phim truyền hình, tập 1x01 (1998)
- Avvocati, đạo diễn bởi Giorgio Ferrara - miniseries truyền hình (1998)
- L'ispettore Giusti, đạo diễn bởi Sergio Martino - phim truyền hình (1999)
- Turbo, đạo diễn bởi Antonio Bonifacio - phim truyền hình (1999)
- Incantesimo, đạo diễn bởi Alessandro Cane e Tomaso Sherman - serial TV (2000)
- Linda e il brigadiere, đạo diễn bởi Gianfrancesco Lazotti - phim truyền hình (2000)
- Distretto di Polizia - phim truyền hình, 26 tập (2000-2001)
- Don Luca - phim truyền hình, (2001)
- Il bello delle donne, đạo diễn bởi Maurizio Ponzi - phim truyền hình (2001)
- Sei forte, maestro, đạo diễn bởi Ugo Fabrizio Giordani e Claudio Risi - phim truyền hình (2001)
- Don Matteo - phim truyền hình, episodio 2x05 (2001)
- Cuore, đạo diễn bởi Maurizio Zaccaro - miniseries truyền hình (2001)
- Aleph, đạo diễn bởi Gianni Lepre - miniseries truyền hình (2001)
- Carabinieri, đạo diễn bởi Raffaele Mertes - phim truyền hình (2002)
- Cinecittà, đạo diễn bởi Andrea Manni - phim truyền hình (2003)
- Cuore contro cuore, đạo diễn bởi Riccardo Mosca - phim truyền hình (2004)
- Il bell'Antonio, đạo diễn bởi Maurizio Zaccaro - miniseries truyền hình (2005)
- Il maresciallo Rocca, đạo diễn bởi Giorgio Capitani - phim truyền hình (2005)
- Callas e Onassis, đạo diễn bởi Giorgio Capitani - miniseries truyền hình (2006)
- 48 ore, đạo diễn bởi Eros Puglielli - phim truyền hình (2005)
- Crimini - phim truyền hình, episodio 1x02 (2006)
- Papa Luciani - Il sorriso di Dio, đạo diễn bởi Giorgio Serafini - miniseries truyền hình (2006)
- R.I.S. 2 - Delitti imperfetti, đạo diễn bởi Alexis Sweet - phim truyền hình, tập 2x10 (2006)
- Io e mamma, đạo diễn bởi Andrea Barzini - miniseries truyền hình (2007)
- Senza via d'uscita - Un amore spezzato, đạo diễn bởi Giorgio Serafini - miniseries truyền hình (2007)
- Il generale Dalla Chiesa, đạo diễn bởi Giorgio Capitani - miniseries truyền hình (2007)
- Ho sposato uno sbirro - phim truyền hình, episodio 1x03 (2008)
- I Cesaroni, đạo diễn bởi Francesco Vicario - phim truyền hình (2008)
- Rex - phim truyền hình (2008-2015)
- Moana, đạo diễn bởi Alfredo Peyretti - miniseries truyền hình (2009)
- Sarò sempre tuo padre, đạo diễn bởi Lodovico Gasparini - miniseries truyền hình (2011)
- Il bambino cattivo, đạo diễn bởi Pupi Avati - phim truyền hình (2013)
- Le due leggi, regia Luciano Manuzzi - miniseries truyền hình (2014)
- Il bosco, đạo diễn bởi Eros Puglielli - miniseries truyền hình (2015)
- La dama velata, đạo diễn bởi Carmine Elia - phim truyền hình (2015)
- Squadra mobile, đạo diễn bởi Alexis Sweet - phim truyền hình, episodio 1x07 (2015)
- Suburra - La serie - phim truyền hình, 7 tập (2017-2019)
- Rosy Abate - La serie, đạo diễn bởi Beniamino Catena - phim truyền hình, 3 tập (2017)
- Liberi sognatori - Una donna contro tutti, đạo diễn bởi Fabio Mollo - phim truyền hình (2018)
- Maria Corleone, đạo diễn bởi Mauro Mancini - phim truyền hình, 4 tập (2023)

### Biên kịch
- Caro Gorbaciov, đạo diễn bởi Carlo Lizzani (1988)
- La storia di Carla e Festival (1997)
- Distretto di Polizia 2, episodio 2x11 (2001)
- Il trasformista, đạo diễn bởi Luca Barbareschi (2002)

## Sự nghiệp sân khấu

### Đạo diễn
- L'adulatore, của Carlo Goldoni (1972 e 1979)
- La vaccaria, của Ruzante (1974)
- Don Chisciotte, của Michail Afanas'evič Bulgakov (1974)
- La pupilla, của Carlo Goldoni (1975)
- A morte Roma, của Renato Mainardi e Mario Moretti (1976)
- La doppia incostanza, của Pierre de Marivaux (1976)
- Felicitas, của Mario Prosperi (1978)
- I dialoghi, của Ruzante (1978)
- Gli amori inquieti, của Carlo Goldoni (1979)
- Il teatro comico, của Carlo Goldoni (1980)
- Basilio e l'amico Metro, của Gianfranco Rimondi (1981)
- La vedova scaltra, của Carlo Goldoni (1981)
- Molto rumore per nulla, của William Shakespeare (1982)
- I due gemelli veneziani, của Carlo Goldoni (1982)
- Terroristi, của Mario Moretti (1982)
- Grand Guignol, của Corrado Augias (1983)
- La commedia degli errori, của William Shakespeare (1983)
- Un curioso accidente, của Carlo Goldoni (1983)
- Il signor di Purceaugnac, của Molière (1983)
- La pupilla, của Carlo Goldoni (1984)
- La mafia non esiste, của Nicola Saponaro (1984)
- L'arcitaliano, của Italo Moscati (1984)
- La schiava d'Oriente, của Carlo Goldoni (1985)
- Politicanza, của Italo Moscati (1985)
- Peccato che sia una sgualdrina, của John Ford (1986)
- Il senatore Fox, của Luigi Lunari (1986)
- Aldo Moro: i giorni del no, của Mario Maranzana (1986)
- La stagione del garofano rosso, của Luigi Lunari (1986)
- Stravaganza, của Dacia Maraini (1987)
- Felicita Colombo, của Giuseppe Adami (1987)
- Il Capitan Fracassa, của Théophile Gautier (1987)
- La casa di Bernarda Alba, của Federico García Lorca (1988)
- I Menecmi, của Plauto (1988)
- L'isola di nessuno, của Mario Moretti (1988)
- Il giocatore, của Carlo Goldoni (1988)
- La vedova scaltra di Carlo Goldoni (1991)
- Eva contro Eva di Mary Orr (1991)
- L'evento, của Italo Moscati (1991)
- La bisbetica domata, của William Shakespeare (1991)
- Caro Goldoni, của Augusto Zucchi (1992)
- La Signora di mezza età, của Marcello Marchesi (1993)
- Corps, của J. Moon (1994)
- L'uomo, la bestia e la virtù, của Luigi Pirandello (1995 e 2000)
- Le donne di Jake di Neil Simon (1995)
- Gli amori inquieti di Carlo Goldoni (1996)
- Crimini, của Augusto Zucchi (1997)
- Don Giovanni e il suo servo, của Rocco Familiari (1997)
- La verità, của Ennio De Concini e Augusto Zucchi (1998)
- La memoria e l'oblio di Augusto Zucchi (1998)
- Decamerone, của Luigi Lunari e Augusto Zucchi (1998)
- Il gatto in tasca di Georges Feydeau (1998)
- Penetrazioni, của Gian Maria Cervo (1998)
- Addio!, của AA.VV (1999)
- Il demone meschino, của Fëdor Sologub (1999)
- Orfeo Euridice, của Rocco Familiari (2001)
- Le nuvole sul sofà, của P. Favari (2001)
- L'impresario delle Smirne, của Carlo Goldoni (2002)
- L'odore, của Rocco Familiari (2003)
- I miserabili, da Victor Hugo (2004)
- L'ora della mosca, của Eduardo Pavlovsky (2015)
- Recital Brecht (2016)

### Diễn viên
- Terroristi của M. Moretti (1982)
- La pupilla của Carlo Goldoni (1984)
- La mafia non esiste của N. Saponaro (1984)
- L'arcitaliano, của Italo Moscati, đạo diễn bởi Augusto Zucchi (1984)
- La schiava d'Oriente của Carlo Goldoni (1985)
- Politicanza của Italo Moscati (1985)
- Il caso Moro của Maranzana (1986)
- La stagione del garofano rosso của Luigi Lunari (1986)
- Stravaganza, của Dacia Maraini (1987)
- Il giocatore của Carlo Goldoni (1988)
- L'evento của Italo Moscati (1991)
- La bisbetica domata của William Shakespeare (1991)
- Caro Goldoni của Augusto Zucchi (1992)
- L'uomo, la bestia e la virtù, của Luigi Pirandello (1995 và 2000)
- Crimini của Augusto Zucchi (1997)
- Don Giovanni e il suo servo của D R.Familiari (1997)
- La verità của  Ennio De Concini - Augusto Zucchi (1998)
- Decamerone của Luigi Lunari - Augusto Zucchi (1998)
- Addio! của AA.VV. (1999)
- Il demone meschino của Shologub (1999)
- Requiem per Gilles de Rais của R. Reim (2000)
- Orfeo Euridice của Rocco Familiari (2001)
- Le nuvole sul sofà của P. Favari (2001)
- L'impresario delle Smirne của  Carlo Goldoni (2002)
- L'odore của Rocco Familiari (2003)
- I miserabili của Victor Hugo (2004)
- La cuoca của Mario Zucchi (2005)
- L'ora della mosca của Augusto Zucchi (2006)
- Venezia 1750 của Augusto Zucchi (2007)
- La bottega di Goldoni của Carlo Goldoni (2007)
- I pettegolezzi delle donne của Carlo Goldoni (2009)
- Riccardo III của William Shakespeare (2010)
- Il Decamerone của Boccaccio (2011)
- L'ora della mosca của Pavlovsky (2015)
- Tangentopoli của Andrea Maia e Vincenzo Sinopoli (2017)

## Sự nghiệp truyền thanh

### Đạo diễn truyền thanh
- Per voi giovani, của Maurizio Costanzo
- Buon pomeriggio, của Maurizio Costanzo
- Dalla vostra parte, của Maurizio Costanzo
- Il maestro Pip, của Nello Saito (1973)
- La Lena, của Ludovico Ariosto (1974)
- Il giallo di mezzanotte (1977)
- Le case del vedovo, của George Bernard Shaw (1978)
- Arshile Gorky, của Marco Marcon, 26 tháng 6 năm 1984.
- La vedova scaltra, của Carlo Goldoni (1984)
- Il gioco della morte e del caso, của Augusto Zucchi (1988)
- La scoperta della libertà. 200 anni dalla rivoluzione francese, với Lucio Villari và Luigi Squarzina (1989)